# Julian Guthrie
Julian Guthrie ist eine US-amerikanische Journalistin und Buchautorin.

## Leben
Julian Guthrie begann ihre journalistische Tätigkeit als Lokalreporterin beim San Francisco Examiner und arbeitet seit dessen Übernahme beim San Francisco Chronicle als Featureredakteurin.
Guthrie veröffentlichte 2013 ein Buch über Larry Ellison und den America’s Cup. Nachdem Ellison den Cup 2013 zum zweiten Mal gewonnen hatte, schrieb sie eine aktualisierte Fassung, die auf der New York Times Bestsellerliste landete. Ihr drittes Buch über private Raumfahrt verkaufte sich ebenfalls gut und erhielt außerdem 2016 den Emme Astronautical Literature Award.

## Werke
- The Grace of Everyday Saints. Boston : Houghton Mifflin Harcourt, 2011
- The billionaire and the mechanic: How Larry Ellison and a Car Mechanic Teamed Up to Win Sailing's Greatest Race, the America's Cup. Grove Press, 2013, ISBN 978-0-8021-2135-6
  - Der Milliardär und der Mechaniker : wie Oracle-Chef Larry Ellison den America's Cup gewann und warum er den Automechaniker Norbert Bajurin dazu brauchte. Übersetzung  Tatjana Pokorny, Dieter Loibner. Bielefeld : Delius Klasing, 2014, ISBN 978-3-7688-3779-8
- How to Make a Spaceship: A Band of Renegades, an Epic Race, and the Birth of Private Spaceflight. Penguin Books, 2016, ISBN 978-1-59420-672-6
- Alpha girls : the women upstarts who took on Silicon Valley's male culture and made the deals of a lifetime. New York : Currency, 2019